# Mario Guiducci
Mario Guiducci (Florença, 1585 — 1646) foi um astrônomo e jurisconsulto italiano.
Estudou leis na Universidade de Pisa. Discorso Delle Comete, 1619, foi publicado com Mario Guiducci como seu autor, sendo contudo uma obra principalmente de Galileu Galilei. Galileo e Mario Guiducci trabalharam conjuntamente por algum tempo, principalmente entre 1618 e 1623, conhecido como época da disputa sobre os cometas.